# 우치다촌 (지바현)
우치다촌(内田村)은 지바현 이치하라군에 일찍이 존재했던 촌이다. 

## 지리
- 현재의 이치하라시 중부에 해당한다.

## 역사
- 1889년 4월 1일 - 정촌제 시행에 수반해 이치하라군 우치다촌이 성립하였다.
- 1954년 10월 15일 - 도다촌, 헤이산촌, 쓰루마이정, 우시쿠정과 합병해 난소정이 성립하여, 우치다촌은 소멸하였다.

## 참고문헌
- 小沢治郎左衛門『上総国町村誌 第一編』1889年。NDLJP:763698。
- 千葉県市原郡教育会『千葉県市原郡誌』千葉県市原郡、1916年。NDLJP:951002。
- 『明治22年千葉県町村分合資料 七 市原郡町村分合取調』1889年。

## 관련링크
- 『千葉県市原郡誌』第二部 町村誌「内田村」 NDLJP:951002/606
- 千葉県市原郡内田村 (12B0090019) - 歴史的行政区域データセットβ版